# Podere
Le podere (en français fonds, du latin fundus) est, en Italie, l’unité foncière élémentaire d’une société rurale comprenant les structures nécessaires à l'installation et à l'obtention d'un revenu suffisant pour garantir les moyens de subsistance d’une famille paysanne. Le terme italien de podere (pluriel : poderi) désigne la quantité de terre cultivable proportionnellement à la potentialité (potere en italien) de travail de la famille établie sur l'exploitation.

## Contexte social et historique

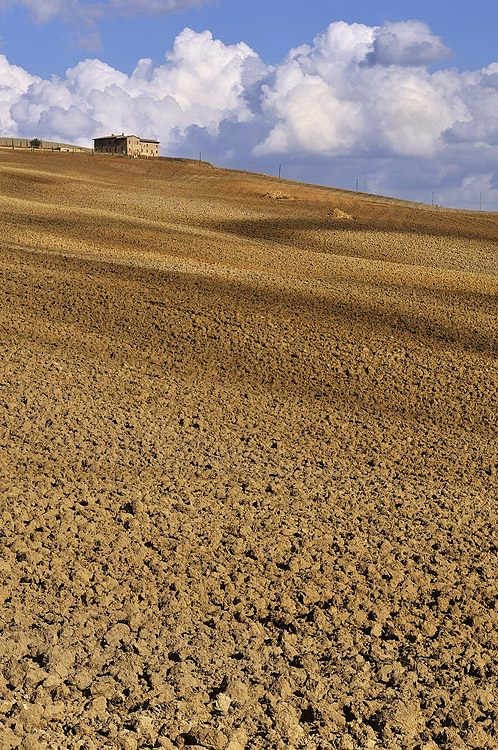
Terre de podere dans le val d'Orcia

En Italie, depuis le Moyen Âge, le podere a représenté un élément structurel fondamental de la société rurale pendant plusieurs siècles et cela jusqu’aux années 1960 : époque où une grande partie du territoire italien connaît un accroissement migratoire par l’exode rural en faveur de l’urbanisation et de l’industrialisation.
L'existence des poderi sur un territoire déterminé était subordonnée au contexte historique, social et environnemental. L'appoderamento (action d’installation de poderi) n'existait pas dans les territoires sur lesquels s’était développé le latifundium, ou lorsque subsistait l'usage d'une l’exploitation collective ou une activité importante liée au pastoralisme transhumant. Il est aussi absent dans des zones marginales à vocation agricole limitée, mais où l’agriculture était néanmoins possible grâce à l’adoption de systèmes éphémères, ne permettant pas une colonisation pérenne de ces lieux.
Actuellement, avec la modernisation de l'agriculture, l’évolution de la société rurale pendant les dernières décennies a fait apparaître de nouvelles formes d’entreprises agricoles et le podere a complètement perdu en Italie sa fonction originelle : toutefois, dans de nombreuses localités du territoire italien, il maintient encore une partie de ses caractéristiques structurelles et constitue surtout un élément paysagier et culturel plus qu'économique.

## Caractéristique dupodere
Globalement, le podere comprend les terres cultivables ainsi que toutes les structures nécessaires permettant d’héberger durablement la famille et permettre une activité agricole . 
Le podere est nécessairement doté d’une Casa colonica, de diverses remises à outils agricoles, animaux (bétails), cantine, fromagerie ainsi que d’autres investissements nécessaires à améliorer la productivité de la terre : vigne, plantations, puits, moulins et système d’irrigation.
Une prérogative fondamentale du podere est l’emploi de toute la main d’œuvre familiale disponible et de garantir la subsistance de tous ses composants . 
Le podere possède les caractéristiques suivantes :
- Il possède un appareil productif mixte, permettant d’optimiser la distribution et la pleine occupation de la structure familiale en évitant de faire appel à la main d’œuvre externe (braccianti);
- Il possède une extension territoriale rapportée à la productivité surface/travail par rapport à l’organisation productive.

Il s’ensuit que la physionomie d’un podere varie selon la région par son extension, sa tradition socio-culturelle et son organisation productive.
Un autre aspect particulier est constitué par le fait que l'appoderamento permet dans le temps un accroissement appréciable de la valeur du capital foncier grâce à la réalisation de bonifications foncières à haut rendement travail/capital.
Ce processus dit capitalizzazione del lavoro (capitalisation du travail) se base essentiellement sur la composition (nombreuse) de la famille paysanne et sur les conditions climatiques saisonnières.
La période hivernale est caractérisée par un surplus de la force du travail disponible qui ne peut être absorbé par les activités productives agricoles.
Cet excédent est utilisé pour la réalisation de travaux qui créent une valeur ajoutée durable qui se traduit sous la forme d’une bonification foncière : creusement de puits, bonification des terrains, œuvres d’irrigation, extraction des cailloux, implantation et renouvellement de la vigne, d'oliviers et d'arbres fruitiers, construction et terrassement de murs sont des exemples d’investissement à haut taux de travail et à bas taux de capital qui ont drastiquement modifiés au cours des siècles l’environnement et le paysage de nombreuses zones du territoire italien.

## Formes de gestion

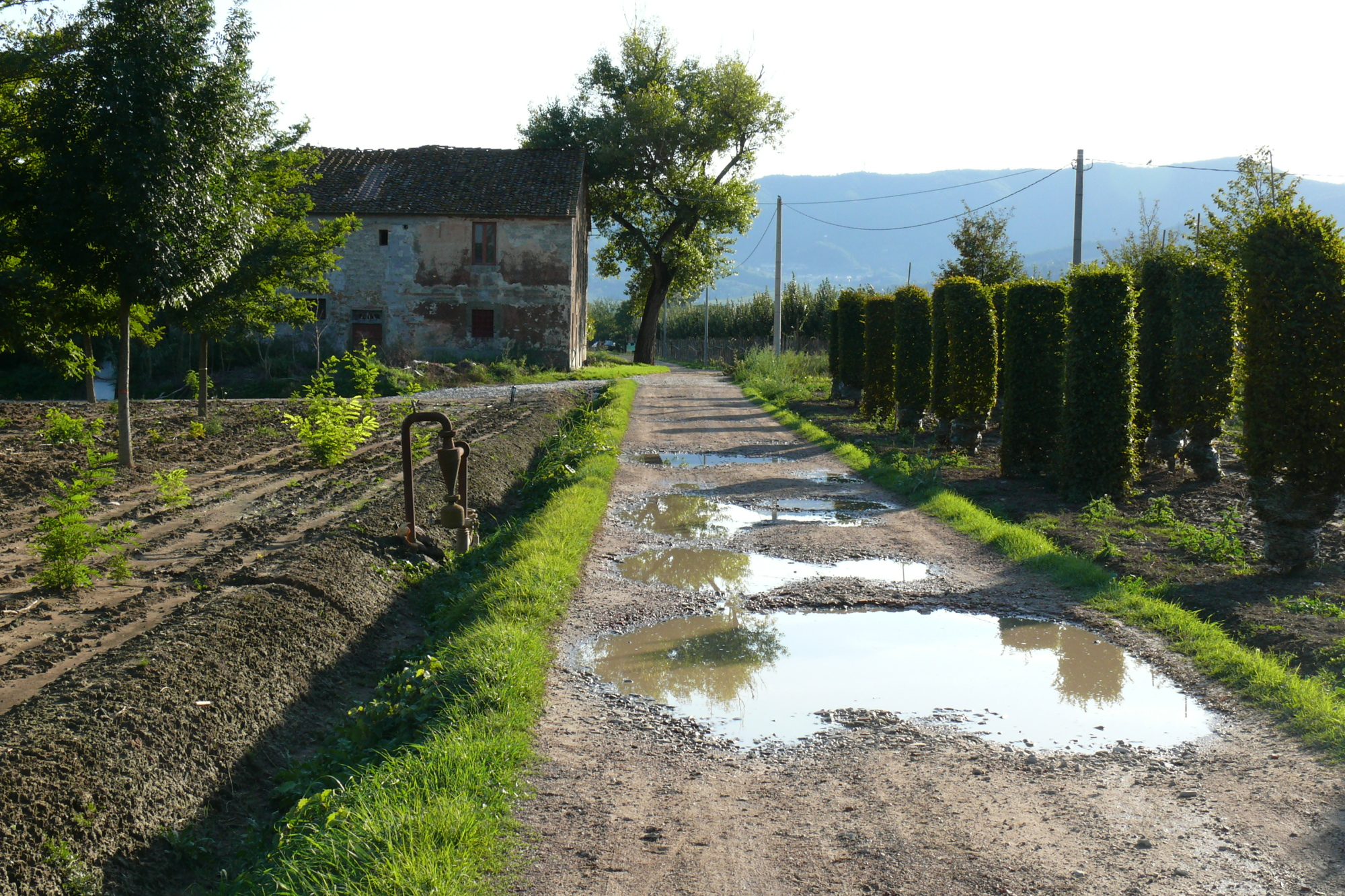
Une casa colonica et un système d'irrigation sont deux ajouts au fonds

Les formes de direction du podere étaient strictement liées à la structure sociale et politique qui s’était installée sur le territoire italien au cours du Moyen. 
On distingue trois typologies principales :
- la petite propriété paysanne, où la famille possédait de plein droit le fond ;
- le loyer, qui s’identifiait surtout par le bail emphytéotique ou à travers les divers rapports de vassalité qui ont caractérisé la société féodale et post féodale;
- la gestion associative qui a rejoint son apogée avec la mezzadria proprement dite ou colonia parziaria appoderata.

La diffusion de ces formes était strictement liée au contexte historique et politique, surtout en relation à l’évolution de la propriété terrienne . 
Par exemple, là où s’est développé le latifundio, l'appoderamento est resté marginal car la société rurale était fondamentalement composée de braccianti et bergers tandis que dans d’autres territoires à forte connotation féodale se sont développées des formes de gestion basée sur la petite propriété, sur le loyer, et par la suite sur la mezzadria. 
En général la connotation de la forme de gestion des podere était déterminée par la richesse réelle des familles paysannes : la petite propriété a eu une diffusion limitée aux familles plutôt aisées ; l' affitto (loyer) était la forme la plus naturelle adoptée pour les couches sociales les plus pauvres, avec des contreparties qui comprenaient une partie de la récolte et la main d’œuvre, sous forme de travail au bénéfice du propriétaire du fond qui selon les cas était le seigneur du fief ou une organisation  monastique. Une variante particulière du loyer était le bail emphytéotique, qui existait déjà à l’époque romaine qui prévoyait des prestations comme la réalisation d’œuvres permettant la bonification foncière du fond donné en location
C’est en en Toscane, Émilie, Romagne et Marches que la mezzadria s’est historiquement largement propagée, il s’agit d’un contrat de gestion associative qui a caractérisé profondément dans ces régions la structure sociale des campagnes. 
Dans la colonia parziaria appoderata, le système d'entreprise se base sur deux entités : le concedente, c'est-à-dire le propriétaire foncier qui possède divers poderi  ainsi que des moyens financiers lui permettant de l’investir dans le capital de l’exploitation et le mezzadro, leest chef de la famille colonica. Le concedente confiait par contrats dont la durée était souvent pluri annuelle chaque podere à un mezzadro; le contrat prévoyait une répartition spécifique quant à l’attribution des moyens de production (terrain, travail, capital) et bénéfices issus des produits. En général le concedente mettait à disposition la totalité du capital foncier (terrain, casa colonica et bonifications foncières) et le mezzadro la totalité de la main d’œuvre, tandis que les fonds de roulement était assuré conjointement par les deux parties. la direction était de la compétence du concedente et les produits partagés en parts égales entre concedente et mezzadro. 
Le compétences des deux parties variaient en fonction des usages locaux et prévoyaient des obligations spécifiques :
Par exemple le concedente devait aider la famiglia colonica pendant les périodes où les productions ne garantissaient pas les revenus, avec droit de « se refaire », c'est-à-dire de se rembourser par la suite sur les produits, tandis que le mezzadro devait procéder au payement des salaires aux braccianti éventuellement employés . 
Par la suite, les critères de répartition des obligations et des bénéfices ont été définis juridiquement dans le Code civil.

## Lepodere modellode Cosimo Ridolfi
Le marquis  Cosimo Ridolfi dédia son énergie et son argent à la transformation de sa propriété, il Meleto dans la commune Castelfiorentino, val d'Elsa un podere modèle. 
Il avait hérité d'une vaste propriété magmatique typique des plus illustres familles toscanes, sala manière de gestion avait pour but de constituer un modèle même pour des poderi de plus petite dimension.
Cosimo Ridolfi, outre ses expérimentations, mit en place un système d'apprentissage : il commença par héberger gratuitement 10 jeunes afin leur enseigner la meilleure technique de gestion et d’autre afin de leur apprendre à mieux gérer leur propriété

## Autres études
En 1862 Pietro Cuppari (it), publie Saggio di ordinamento dell'azienda rurale pensant expressément à l’unité poderale qu’il cherche à étendre de la partie septentrionale de la Toscane à celle méridionale où se trouvent les unités les plus étendues. Son étude prend en considération une unité d’environ 12 ha , située en plaine et une période d’exploitation quadriennale avec comme hypothèse une direction directe du domaine par le propriétaire avec emploi de main d’œuvre salariée. 
Une surface de l’exploitation serait consacrée à la culture de la luzerne ; le système est innovant car les cultures fourragères sont jusque-là délaissées par le système mezzadrile toscan.

## Parcours historique
La naissance des poderi est issue de l’évolution de la société féodale en Italie. Leur diffusion est néanmoins strictement liée aux faits historiques et politiques qui ont concerné les diverses régions italiennes qui ont provoqué une forte disparité dans le niveau d’organisation de la société rurale aussi bien géographiquement que chronologiquement

### Bas Moyen Âge
Au bas Moyen Âge, l'unité économique fondamentale dans les régions septentrionales et centrales de l'Italie était le fief. La Seigneur était propriétaire du territoire et avait envers ses vassaux des droits et devoirs :
- le devoir de protéger les membres des classes inférieures et d’administrer la société ;
- le droit de bénéficier d’une partie des biens produits par l’activité agricole et pastorale.

Les terres adjacentes au village et au château étaient consacrées à l’agriculture, celles plus éloignées aux ressources naturelles : 
- droit de chasse pour le seigneur,
- droit de pâture et de récolte de bois pour les classes populaires.

La société rurale était composée essentiellement de paysans libres, serfs de la glèbe et petits artisans. La structure économique était organisée de telle façon à organiser le fief en un système économique fermé.
En Italie du Sud, la féodalité s’est imposée chronologiquement plus tard, introduite selon les régions par les Normands et Aragonais. Elle a été influencée par la présence de structures socio-économiques issues de contextes politiques complexes comme les Judicats, la domination pisane et génoise en Sardaigne et 
l'l'émirat en Sicile. 
En Italie méridionale et insulaire se sont créées des structures socio-économiques différentes car une partie des terres faisaient partie du domaine des villages et attribuées par rotation par l’autorité du village selon les règles d’usage collectif définies. Ce système cohabitait avec une forme de vassalité exercée sur les fonds de propriété des Seigneurs et de l’église ainsi qu'à une propension aux échanges commerciaux.
Dans l'ensemble, ces différences ont amené à une diffusion prédominante de la structure foncière poderale (des poderi) au centre et en partie au nord de l’Italie.

### Appoderamento
Le développement de l' « appoderamento » qui remonte probablement au XIIIe siècle est une conséquence du conflit entre les communes et la féodalité . 
L’Apparition des échanges commerciales et d’autres activités économiques dans les communes et dans les 
républiques maritimes a fini par capter une grande partie de la population paysanne de la société feudale, surtout parmi les individus libres , perturbant ainsi les équilibres de la structure économique feudale. Ce processus eut lieu surtout en Italie centrale. 
Afin de stopper ce processus, les Seigneurs féodaux ont été contraints de modifier leurs rapports avec la population rurale dépendante. La finalité étant de retenir les paysans sur leurs terres par le biais d'incitations pécuniaires ou territoriales. De fait, les concessions des terres des fiefs augmentèrent, surtout les territoires appartenant aux institutions ecclésiastiques et monastiques, qui donnèrent formation à de petites propriétés. 
À partir d’un processus productif auquel il était fondamentalement étranger, le paysan se liait durablement au fond productif, améliorant la productivité et garantissant le passage inter-générationnel. En même temps, les premières formes de gestion associative qui donneront naissance à la mezzadria voient le jour.
Par la suite, la division du territoire agricole finit par provoquer un reflux humain de la ville vers la campagne des familles aisées intéressées à investir les gains réalisés grâce à leur activité commerciale et artisanale. 
Cette tendance renforça l’incidence de la propriété paysanne, même si souvent ces couches sociales conservaient simultanément leurs propres activités en ville.
Un aspect important de l’apparition des poderi est constitué par l’augmentation des bonifications foncières, en particulier le défrichement, et une expansion de la surface consacrée à la sylviculture, viticulture et l'oléiculture. La perspective d’exercer sur le même fond, pour un temps indéterminé et de pouvoir laisser en hérédité aux propres descendants le fruit des investissements a fortement stimulé l’amélioration de la productivité des fonds.

### Ère moderne
Au cours de l’ère moderne, la structure foncière se diversifia dans les différentes régions du territoire italien en relation des différents contextes politiques et sociaux . 
La consolidation des monarchies nationales détermina une transformation complète de l’ancien système féodal. 
En de nombreux endroits du territoire italien perdura un système féodal avec des prérogatives différentes de celui d’époque médiévale, assumant une connotation plus économique que socio-politique. 
De l’ancien système féodal il ne restait que les aspects négatifs qui furent avec d’autres facteurs contextuels la cause de fortes tensions sociales qui se sont développées dans la société rurale. 
Ce système perdura jusqu’à l'époque napoléonienne, qui décréta la fin du féodalisme sous toutes ses formes.
La petite et moyenne propriété foncière était subordonnée au contrôle politique et économique des Seigneurs et dans de nombreuses régions à une structure organisatrice bureaucratique mise en place par l’état central. 
Le prix des privilèges concédés par les monarques aux Seigneurs locaux et aux organisations ecclésiastiques ainsi que celui de la structure bureaucratique se répercutèrent sous forme d’une pression fiscale accrue sur les couches sociales les plus fragiles et sur la bourgeoisie naissante . 
À ces facteurs s'est ajoutée l’instauration des politiques économiques protectionnistes qui freinèrent l’évolution de l’agriculture.
Dans une grande partie de l’Italie la grande propriété terrienne se développa. Elle fut accompagnée selon les régions par la petite et moyenne propriété et parfois par la propriété collective. 
Entre structure foncière et structure agraire il n’existait aucune correspondance et ceci a fini par déterminer au cours des siècles, l’évolution de régimes agraires profondément différents entre l’Italie méridionale, centrale e septentrionale.
Dans le Nord de l’Italie, en particulier au Piémont et en Lombardie se créèrent les conditions pour la diffusion de l'affitto capitalista (« loyer capitaliste »), avec l’allocation des terres aux locataires possédant de grands capitaux à investir dans l’agriculture.
Dans le Sud et dans les îles, se développa le latifundium, mais la grande propriété terrienne appartenait souvent à des Seigneurs qui vivaient loin de leur propriété . 
Le loyer côtoyait le latifundium mais sous une forme complètement différente de celui pratiqué au Nord : les grandes propriétés étaient fractionnées et données en loyer aux paysans.
Au centre se créèrent les conditions pour la diffusion à côté des propriétés seigneuriales, de la petite propriété et de la mezzadria et donc de la structure foncière organisée pour poderi.

### Ottocento
Le XIXe siècle a déterminé dans les campagnes des changements structurels drastiques dont les conséquences ont parfois provoqué l’émigration de l’Europe vers l’Amérique . 
L'agriculture européenne a subi une rapide évolution avec l’arrivée de nouvelles techniques, la diffusion de nouvelles cultures, la réalisation d’ouvrages de bonification, avec la tendance à transformer les régimes agraires d’extensifs en intensifs.
L'Ottocento a vu aussi naître de fortes tensions sociales dans la société rurale dans toute l’Europe.
En Italie, ces tensions constituaient le prélude à des changements qui se produiront au XXe siècle. La conception  libériste en usage en Italie avant et après son unification a produit une politique agricole privilégiant la grande et moyenne propriété et l’agriculture florissante de type capitaliste. Cette politique a produit un mal-être social qui en s’aggravant a provoqué des phénomènes comme la naissance du prolétariat rural au Nord, du banditisme en Sardaigne, du brigandage au Sud, et de l'émigration vers l’Amérique du Sud. Les couches sociales les plus pauvres revendiquaient des terres à cultiver, cette demande toujours plus soutenue, atteint son apogée au XXe siècle.

### Novecento
Au XXe siècle, il ne reste plus comme forme de gestion des poderi que la mezzadria et petite propriété paysanne, tandis que le loyer (affitto) est marginal, surtout après la disparition du bail emphytéotique et de la main d’œuvre payée à la tâche. 
Ce régime s’était essentiellement développé en Italie centrale, tandis qu’au Nord et au Sud s’étaient développées des formes de gestion centrées sur la grande propriété. 
Dans une grande partie de l’Italie, la réponse politique à la forte pression des masses populaires sur la terre détermina une transformation drastique de la structure foncière en favorisant la petite propriété paysanne, ceci après la Première Guerre mondiale mais surtout après la Seconde. 
Les actions fondamentales en politique agricole qui ont permis le succès de la petite propriété paysanne en Italie sont respectivement la bonification des terrains (Bonifica integrale) après la première guerre et la Riforma fondiaria dans le second.
Ce furent les actions les plus énergiques en termes d’extension car elles ont permis la diffusion de l’appoderamento dans les territoires traditionnellement destinés au latifundium.

## Réforme foncière
Si la bonification intégrale a permis la colonisation de zones malsaines et par conséquent l’expansion territoriale de l’agriculture, la Riforma Fondiaria constitue une intervention qui a permis une réorganisation de la propriété foncière et de la structure de la société rurale. 
La réforme a surtout concerné les zones intéressées par latifundio, la forme de gestion de la terre jugée anti-économique et conservatrice. Les zones concernées par le latifundio étaient caractérisées par une très basse densité démographique dans les centres habités et obligée à des déplacements quotidiens pour effectuer le travail dans les terres obtenues en concession avec la formule du loyer ou par contrat compartecipazione agraria stagionale, une forme de contrat similaire à la mezzadria.
La Réforme a été mise en œuvre au cours des années 1950, avec l’expropriation des terres, la répartition d’unités poderali, la réalisation de case coloniche et de toute structure nécessaire à la mise en place d’une activité agricole stable en gestion directe (petite propriété paysanne).
Les poderi ont été distribués en donnant priorité aux couches sociales les plus nécessiteuses. Parallèlement, les Enti territoriali ont été instaurés. Ceux-ci devaient s’occuper de gérer et d’appliquer des plans de soutien indispensables au développement agricole.
Par la suite ces organismes ont été convertis en leur attribuant une fonction d’assistance et de formation.
Le poderi obtenus en concession devaient être rachetés en trente ans, période au terme de laquelle les locataires en devenaient propriétaires de plein droit.

## Crise des poderi
À partir des années 1960, l’évolution du système économique en Italie a déterminé la disparition progressive du podere selon sa fonction traditionnelle. 
Le développement d’abord du secteur industriel puis du tertiaire provoqua des flux migratoires internes vers les agglomérations industrielles et urbaines avec comme conséquence un dépeuplement des campagnes.
L'intégration entre société rurale et urbaine, l’évolution de la consommation, le passage d’une économie de subsistance orientée vers l’auto-consommation à une économie de marché, la mécanisation agricole, constituent les facteurs qui ont contribué à la crise du podere comme unité élémentaire de production agricole, provoquant sa disparition définitive en tant que structure agricole, conservant néanmoins parfois sur le territoire sa structure foncière.
La structure de la famille paysanne s’est progressivement transformée aussi bien par son nombre que par sa composition. Les jeunes, surtout ceux de sexe masculin se sont déplacés vers les centres industriels.
Au même moment, la dimension des poderi en tant qu’entreprise était devenue insuffisante 
dans sa fonction de garantir le revenu de subsistance familial.
Finalement, la PAC au cours des années 1970 et 1980 a scellé définitivement le sort du podere. 
La politique des structures, l’organisation commune des marchés, la spécialisation productive ont fini par transformer l’image du petit propriétaire paysan au bénéfice de celui de l’entrepreneur agricole avec l’introduction de formes de gestion favorisant l’expansion des surfaces et la transformation du podere en azienda agraria tournée vers le marché.
Simultanément, l’évolution normative de la réglementation de contrats agricoles (contratti agrari) des années 1980 a provoqué la disparition totale de la mezzadria et des autres formes de gestion associative.
Dans de nombreuses zones du territoire italien, les poderi ont été remplacés par une urbanisation des campagnes, avec l’usage de la casa colonica et souvent du podere entier à d’autres fins économiques comme le tourisme (agriturismo).